# Shkelqim Demhasaj
Shkelqim Demhasaj (Kosovo, 19 de abril de 1996) es un futbolista kosovo albanés nacionalizado suizo. Juega como delantero y actualmente se encuentra en el Grasshoppers de la Challenge League.

## Clubes
| Club              | País  | Año       |
| ----------------- | ----- | --------- |
| F. C. Shaffhausen | Suiza | 2013-2017 |
| F. C. Luzern      | Suiza | 2017-2020 |
| Grasshoppers      | Suiza | 2020-     |